# Шестая пятилетка
Шестая пятилетка (1956—1960) — шестой пятилетний план развития народного хозяйства СССР.

## История
Директивы по шестому пятилетнему плану развития народного хозяйства СССР были утверждены XX съездом КПСС в 1956 году. Но состоявшийся в начале 1959 года XXI съезд КПСС принял по инициативе Н. С. Хрущёва вместо текущего пятилетнего — новый, семилетний план, с повышенными показателями. Его претворение в жизнь должно было стать первой ступенью построения коммунизма в СССР к 1980 году. После смещения Хрущева с его поста в октябре 1964 года, семилетка была квалифицирована как авантюра и в Советском Союзе вернулись к привычному пятилетнему планированию.

## Экономические показатели
За неполное пятилетие национальный доход возрос более чем в полтора раза, валовая продукция промышленности — на 64 %, сельского хозяйства — на 32 %, капиталовложения — более чем вдвое.
В шестом пятилетии, в соответствии с решением ЦК КПСС «О генеральном плане электрификации железных дорог», запланировано осуществить первый этап 15-летнего плана электрификации 40 тыс. км железнодорожных линий. Первый этап предусматривал перевод на электрическую тягу 8100 км ж.д. линий, включая важнейшие грузонапряжённые направления (Москва-Куйбышев-Челябинск-Омск-Новосибирск-Иркутск; Москва-Донбасс; Белоречная-Сочи-Сухуми); горные линии; магистрали с интенсивным пассажирским движением и пригородные участки крупных промышленных центров; осуществление технической реконструкции тяги. В течение шестой пятилетки промышленности СССР выдан заказ выпустить не менее 2000 магистральных электровозов, в том числе 400 восьмиосных мощностью по 5700 л. с. В конце шестой пятилетки, электровозы и тепловозы должны были выполнять 40-45 % всего грузооборота.
В годы шестой пятилетки вступили в строй:
- Горьковская, Иркутская, Кайраккумская, Каховская, Куйбышевская и Волгоградская гидроэлектростанции;
- Камвольный комбинат в городе Иваново.

В эту пятилетку было начато освоение целинных и залежных земель Казахстана, Зауралья и Западной Сибири. 4 октября 1957 года в СССР произведен запуск первого в мире искусственного спутника Земли. На Бежицком сталелитейном заводе ввели в действие первую и тогда единственную в мире горизонтально-наклонную машину непрерывной разливки стали Голдобина. Было начато строительство Гайского горно-обогатительного комбината.

## Индустриальное освоение восточных районов СССР
Начиная со второй половины 1950-х гг. в восточных районах страны резко интенсифицируется миграционное движение — процесс, полностью скоррелированный с объявленной на февральском XX съезде КПСС государственной политикой «разворота на восток», ставшей стартом новой индустриализационной политики в Сибири. Принятые съездом директивы шестого пятилетнего плана (1956–1960 гг.) ставили целью создание на востоке страны в последующие 10–15 лет, к началу 1970-х гг., крупнейшей базы по добыче угля и производству электроэнергии. Впрочем, стратегические планы этим не ограничивались — в Сибири предполагалось заложить основу третьей национальной металлургической базы производительностью 15–20 млн т чугуна в год (в дополнение к уже созданным в СССР Южной (Украинская ССР) и Уральской металлургическим базам). К такому решению подталкивал высокий ресурсный потенциал региона. Так, в Восточной Сибири в 1959 году в среднем приходилось 1,05 млн тонн разведанных запасов угля на человека — и это на фоне 4,2 тыс. тонн, приходящихся на жителей европейских районов СССР (включая Урал).
Упор в развитии восточных территорий, согласно директивам VI пятилетнего плана, делался на развитие энергетики. Без устойчивой энергетической инфраструктуры невозможно было говорить о каком‑либо стабильном росте промышленности, тем более, о вводе новых индустриальных объектов. Энергодефицит в дальнейшем мог обернуться серьёзной угрозой высокой динамике роста экономики, которую демонстрировала советская экономика в ходе двух послевоенных пятилеток (с 1946 по 1955 гг.). Пока же, перед стартом большой восточной программы, послевоенный Советский Союз испытывал трудности даже с обеспечением гарантированного уровня энергоснабжения в старых индустриальных районах на западе страны. Неудивительно, что руководство страны вовсе не жаждало создать аналогичную ситуацию, теперь уже и на востоке страны. Отсюда и логика принятого на ХХ съезде решения расширить применение атомной энергетики. Директивы съезда прямо указывали на необходимость возведения в течение 1956—1960 годов ряда новых атомных электростанций.
Как пишет Ринат Резванов, реализация целей требовала соблюдения как минимум двух непременных условий: наличия свободных трудовых ресурсов и инфраструктурной (социальной/производственной) базы. Так, в первом случае ответом на вызов времени стал миграционный приток рабочих рук в сибирские города — прежде всего в крупные региональные городские центры, туда, где не было необходимости создавать «с нуля» необходимую инфраструктуру. Тем самым экстенсивными методами совершалась попытка решения и второй задачи. Неудивительно, что на первом этапе новой политики освоения востока, по крайней мере до начала освоения Западно-Сибирского нефтегазового комплекса во второй половине 1960-х гг., приток кадров и формирование промышленных районов проходили в уже сложившихся городских центрах, расположенных вдоль линии Транссибирской магистрали и включенных в общесетевую систему грузоперевозок, где явный приоритет отдавался железнодорожному транспорту. Все крупные города связывала сеть железных дорог, будь то активно развивающий нефтехимию Омск (благодаря нефтепроводу Туймазы — Иркутск) или Новосибирский промышленный узел с его машиностроением, не говоря уже об угольно-металлургических агломерациях Кузбасса.